# RIOX1
RIOX1‏ (Ribosomal oxygenase 1) هوَ بروتين يُشَفر بواسطة جين RIOX1 في الإنسان.